# Linea 2 (metropolitana di Madrid)
La linea 2 della metropolitana di Madrid è una linea di metropolitana che serve la città di Madrid, in Spagna. Collega la stazione di Cuatro Caminos con quella di Las Rosas. Le stazioni funzionanti sono 20, 16 con banchine di 60 m e 4 di 90 m.
È una delle linee più antiche e brevi della rete. Nonostante i numerosi lavori effettuati il suo percorso è cambiato appena in quasi 80 anni dato che la maggior parte degli ampliamenti furono incorporate in linee nuove.
La linea 2 è indicata con il colore rosso.

## Storia

### 1920-1930: L'apertura e i primi prolungamenti
L'apertura della linea risale al 14 giugno 1924 quando fu inaugurato il tratto tra Sol e Ventas. Passando quasi totalmente sotto Calle de Alcalá collegava la Puerta del Sol con Plaza de Toros de las Ventas. Il 21 ottobre 1925 la linea venne prolungata da Sol a Quevedo passando sotto Calle del Arenal fino a Plaza de Isabel II da dove, dopo una curva verso nord, continua sotto Calle de San Bernardo fino alla Glorieta de Quevedo. Il 27 dicembre dello stesso anno si aprì al pubblico il Ramal che unisce la Plaza de Isabel II (oggi Ópera) con la stazione ferroviaria del Nord (attuale stazione di Príncipe Pío). Il 10 settembre 1929 fu inaugurata il prolungamento da Quevedo fino a Cuatro Caminos, passando sotto Calle de Bravo Murillo.

### 1931-1990: I nuovi ampliamenti
Il 17 settembre 1932 venne costruita una diramazione sulle linea 2 dalla stazione di Goya fino a Diego de León; nel 1958 tale ramo verrà unificato alla linea 4. Tale tratta durante la guerra civile venne chiusa e utilizzata come deposito di munizioni. Il 10 gennaio 1938 ci fu un'esplosione all'interno dei tunnel causando la morte di un numero di persone non conosciuto.
Nel 1964 si realizzò un nuovo ampliamento da Ventas a Ciudad Lineal ma questo tratto venne incorporato alla linea 5 quando quest'ultima fu prolungata fino a Ventas.

### 1991-2020: Ulteriori ampliamenti e lavori di ammodernamento
Dal 1954 la linea 2 non subì ulteriori modifiche; la linea venne modificata solamente nel 1998 quando fu inaugurata la connessione con la linea 7 nella nuova stazione di Canal. Il 16 febbraio 2007 si prolungò la linea 2 da Ventas a La Elipa, sotto Calle Alcalá e all'Avenida de Daroca. Il 16 marzo 2011 si inaugurò l'ampliamento tra La Elipa e Las Rosas con 4 nuove stazioni.
Tra il 2000 e il 2003 la linea subì chiusure parziali per lavori di ammodernamento; inoltre subì lavori anche del cambio dei binari in quanto il materiale rotabile dovette essere sostituito. La linea venne chiusa ulteriormente per lavori nel mese di agosto 2010, periodo in cui la linea venne chiusa per la suta totalità.
Altri lavori di ammodernamento sono stati effettuati nel corso del 2019 in cui la linea rimase chiusa a fase alterne: tra il 25 gennaio e il 3 maggio rimase chiusa la tratta tra Retiro e Sol, per sopperire alla mancanza di tale tratta vennero rinforzate le linee autobus, Tra il 24 aprile e il 13 maggio venne chiuso il tratto tra Sol e Opera.

## Stazioni
Accanto a ogni stazione presente nella tabella sono indicati i servizi presenti e gli eventuali interscambi; tutte le stazioni sono dotate di accessi per disabili.
| Unknown route-map component "utKACCa" |

| Unknown route-map component "utHSTACC" |

| Unknown route-map component "utHSTACC" |

| Unknown route-map component "utHSTACC" |

| Unknown route-map component "utHSTACC" |

| Urban tunnel stop on track |

| Urban tunnel stop on track |

| Unknown route-map component "utHSTACC" |

| Urban tunnel stop on track |

| Urban tunnel stop on track |

| Urban tunnel stop on track |

| Unknown route-map component "utHSTACC" |

| Unknown route-map component "utHSTACC" |

| Unknown route-map component "utHSTACC" |

| Urban tunnel stop on track |

| Urban tunnel stop on track |

| Urban tunnel stop on track |

| Urban tunnel stop on track |

| Unknown route-map component "utHSTACC" |

| Unknown route-map component "utKACCe" |

## Servizi

### Orari
Il servizio inizia, su tutte le linee, alle 6:05 e termina all'1:30

### Accessibilità
Non tutte le stazioni della metropolitana madrilena permettono un facile accesso alle persone con disabilità motoria, infatti ad oggi la linea 2 è tra le linee meno accessibili a persone con difficoltà motorie, insieme con le linee 1, 4, 5 e 9. Sulle 20 stazioni di cui è composta la linea solamente 10 sono accessibili alle persone con disabilità motoria.